# Bergstraße 15 und 17 (Gemünd)
An der Bergstraße 15 und 17 im Schleidener Stadtteil Gemünd (Kreis Euskirchen, Nordrhein-Westfalen) liegen neben der Trutzburg zwei weitere Baudenkmale. Bauherr war der Kölner Peter Schlagloth, der die Trutzburg, Bergstraße 5, gekauft hatte. In einem zeitlichen Abstand und unterschiedlichen Stil ließ er zwei zweigeschossige Villen mit seitlichem Eingangsbereich und Treppenturm errichten. Beide Häuser führte Baumeister Eduard Schön aus Gemünd aus. Die Bergstraße 15 ist eine verputzte Backsteinvilla im Neorenaissancestil, erbaut im Jahre 1885, die Nummer 17 als Fachwerkvilla im Schweizer Landhausstil, erbaut 1901, heute trägt sie den Namen Haus Marienfels. Im Zweiten Weltkrieg wurde die Nummer 15 stark beschädigt. Beide zeigen auf Grund zahlreicher Umbauten nicht mehr den Originalzustand.
Liste der Baudenkmäler in Schleiden